# Kościół Narodzenia Najświętszej Maryi Panny „tal-Ħerba” w Birkirkarze
Kościół Narodzenia Najświętszej Maryi Panny, powszechnie nazywany Sanktuarium Matki Bożej „tal-Ħerba” (malt. Santwarju tal-Madonna tal-Ħerba) – rzymskokatolicki kościół pod wezwaniem Narodzenia Najświętszej Maryi Panny w Birkirkarze na Malcie. Został zbudowany w różnych etapach od początku XVII wieku do lat 20. XX wieku na miejscu wcześniejszego kościoła, który istniał już przed 1575.

## Historia
Pierwsza wzmianka o kościele na miejscu dzisiejszego sanktuarium znajduje się w raporcie Pietro Dusiny z 1575, w którym stwierdził, że cieszył się on pewnym oddaniem. W 1610 został zastąpiony nowym kościołem. W 1615 biskup Baldassare Cagliares złożył wizytę duszpasterską w różnych kościołach w Birkirkarze, w tym w jednym poświęconym Wniebowzięciu Najświętszej Maryi Panny, który był określany jako „tal-Ħerba” (co oznacza "z ruin" po maltańsku). Pochodzenie tej nazwy jest niejasne, a zdyskredytowana teoria głosiła, że było to zniekształcenie „tal-Ħarba” (co oznacza „ucieczkę”) w odniesieniu do uciekających wojsk osmańskich po Wielkim Oblężeniu Malty w 1565. Mogło być również tak, że kościół był znany jako „tal-Ħerba”, ponieważ był już stary na początku XVII wieku lub, że otrzymał swoją nazwę od zrujnowanego stanu otoczenia w czasie jego budowy.
Zgodnie z tradycją, pewnego razu kaleki mężczyzna, który chodził o kulach usłyszał dzwonek kościoła i został cudownie uzdrowiony po wejściu do niego. Ten rzekomy cud doprowadził wśród mieszkańców Malty do zwiększonego nabożeństwa do Matki Bożej „Tal-Ħerba”, a kościół podobno przyciągał również wiernych z Sycylii, Włoch kontynentalnych, Anglii, Francji i Hiszpanii. Przed 1640 kościół stał się zbyt mały, aby zaspokoić te potrzeby. Około 1644 przed pierwotnym budynkiem zbudowano nowy kościół pod wezwaniem Narodzenia Matki Bożej. Z czasem ten pierwszy stracił na znaczeniu i koło 1673 nie był już wykorzystywany do kultu. Jakiś czas później został przebudowany na zakrystię dla nowego kościoła.

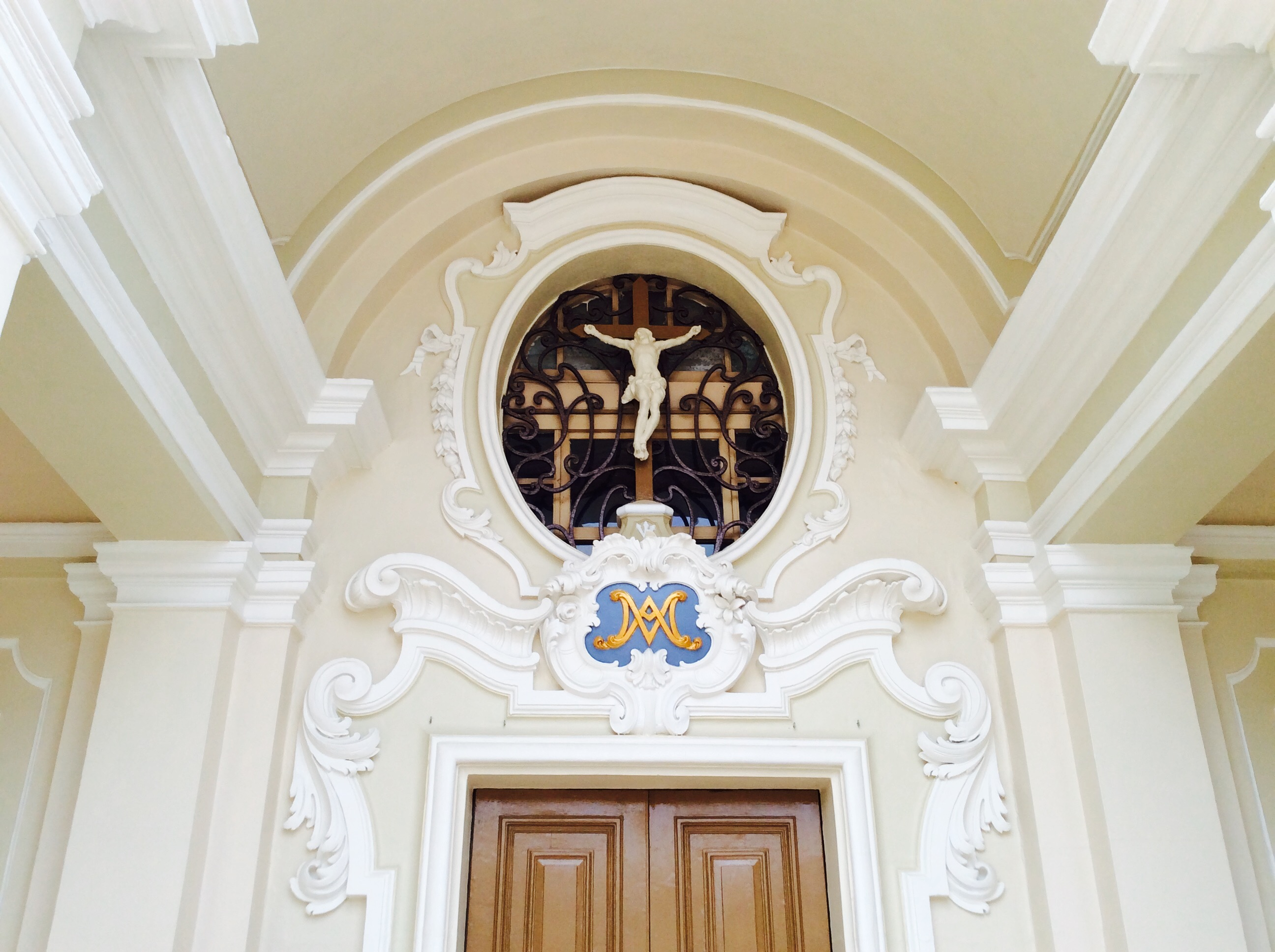
Krucyfiks nad wejściem do kościoła

W 1774 roku stary kościół został zburzony i zastąpiony przez nowy, w stylu rokoko. Został on poświęcony przez biskupa Vincenzo Labiniego 23 marca 1783. Między końcem XVIII a początkiem XX wieku różni papieże, w tym Klemens XIV, Pius VI, Pius IX, Leon XIII oraz Pius X, a także biskup Labini, Gaetano Pace Forno i Pietro Pace przyznawali kościołowi odpusty. Portyk i dzwonnica kościoła zostały dobudowane w 1797.
W 1923 sanktuarium zostało powiększone do obecnego kształtu, oraz dobudowano mu kopułę. Zachowano dzwonnicę, portyk, kaplicę boczną, zakrystię i oratorium z istniejącego kościoła i od tego momentu prawie żadne pozostałości kościoła z 1610 nie istnieją. To powiększenie było oficjalnie dziełem architekta Edwina Vassallo, chociaż uważa się, że w rzeczywistości projekty zostały wykonane przez jego ojca Andreę Vassallo, który przypisał je swojemu synowi, ponieważ nie mógł wykonywać prywatnych zleceń ze względu na jego stanowisko jako architekta rządowego.
W 1955 wybudowano salę, w której znalazły się ofiary ex-voto, a w latach 90. przeprowadzono pewne prace restauracyjne. Kościół podlega jurysdykcji parafii św. Heleny w Birkirkarze. 

## Architektura

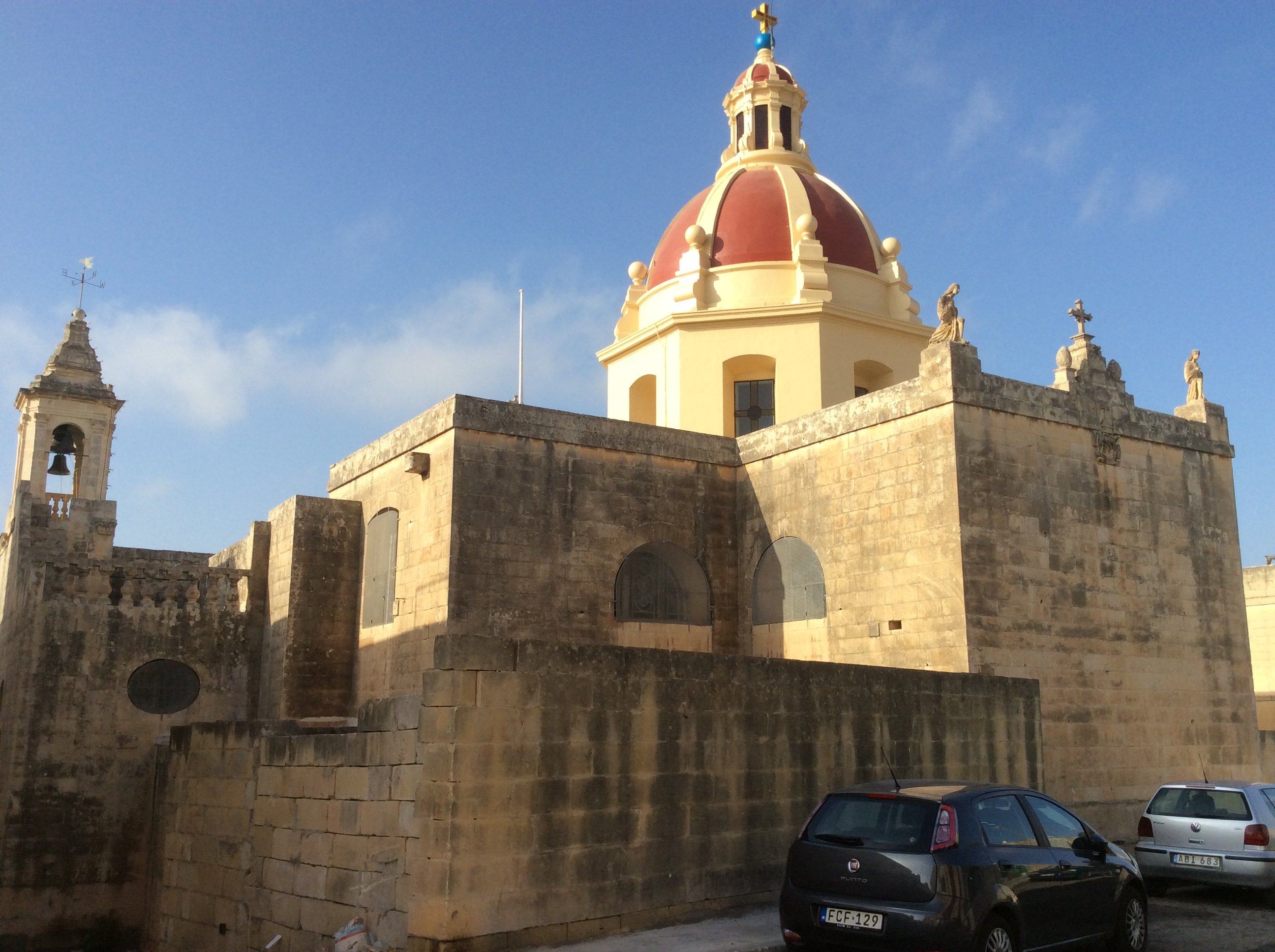
Widok kościoła od tyłu, z widoczną kopułą

Kościół zbudowany na planie krzyża ma kopułę i pojedynczą dzwonnicę. Przed fasadą kościoła znajduje się długi plac przykościelny parvis. Do portyku zwieńczonego figurą Matki Boskiej prowadzą schody. Nad wejściem do kościoła, na tle okrągłego okna znajduje się krucyfiks.
Oprócz nawy i ołtarza w prezbiterium kościół posiada boczną kaplicę oraz zakrystię.

## Dzieła sztuki
Obraz w ołtarzu głównym przedstawia Matkę Boską wraz ze św. Janem Chrzcicielem, aniołem stróżem i duszami w czyśćcu. Został on namalowany pomiędzy 1668 a 1679, i zastąpił wcześniejszy obraz, który obecnie znajduje się w bocznej kaplicy sanktuarium. Obraz koronował biskup Pietro Pace 7 sierpnia 1910.
W kościele znajduje się również wiele innych dzieł sztuki, w tym obrazy w bocznych ołtarzach i freski na kopule i sklepieniu. Przedstawiają one sceny z życia Matki Boskiej, a namalował je artysta Ġużeppi Briffa w latach 1926–1959.
W kościele znajduje się również około 500 ex-voto w formie obrazów i innych darów, które są przechowywane w specjalnej sali. Jest to największa kolekcja ex-voto na Malcie, obejmująca ponad 180 obrazów o tematyce morskiej. Niektóre z dawnych wotów w Tal-Ħerba mają duże znaczenie historyczne: przykładem jest obraz z 1740, który jest najstarszym znanym przedstawieniem speronary oraz obraz z 1840 przedstawiający załogę statku zmasakrowanego przez pigmejów w Afryce Zachodniej. 

## Ochrona dóbr kulturowych
Budynek jest umieszczony w National Inventory of the Cultural Property of the Maltese Islands pod numerem 00278.